# Marcin Przybyłowicz

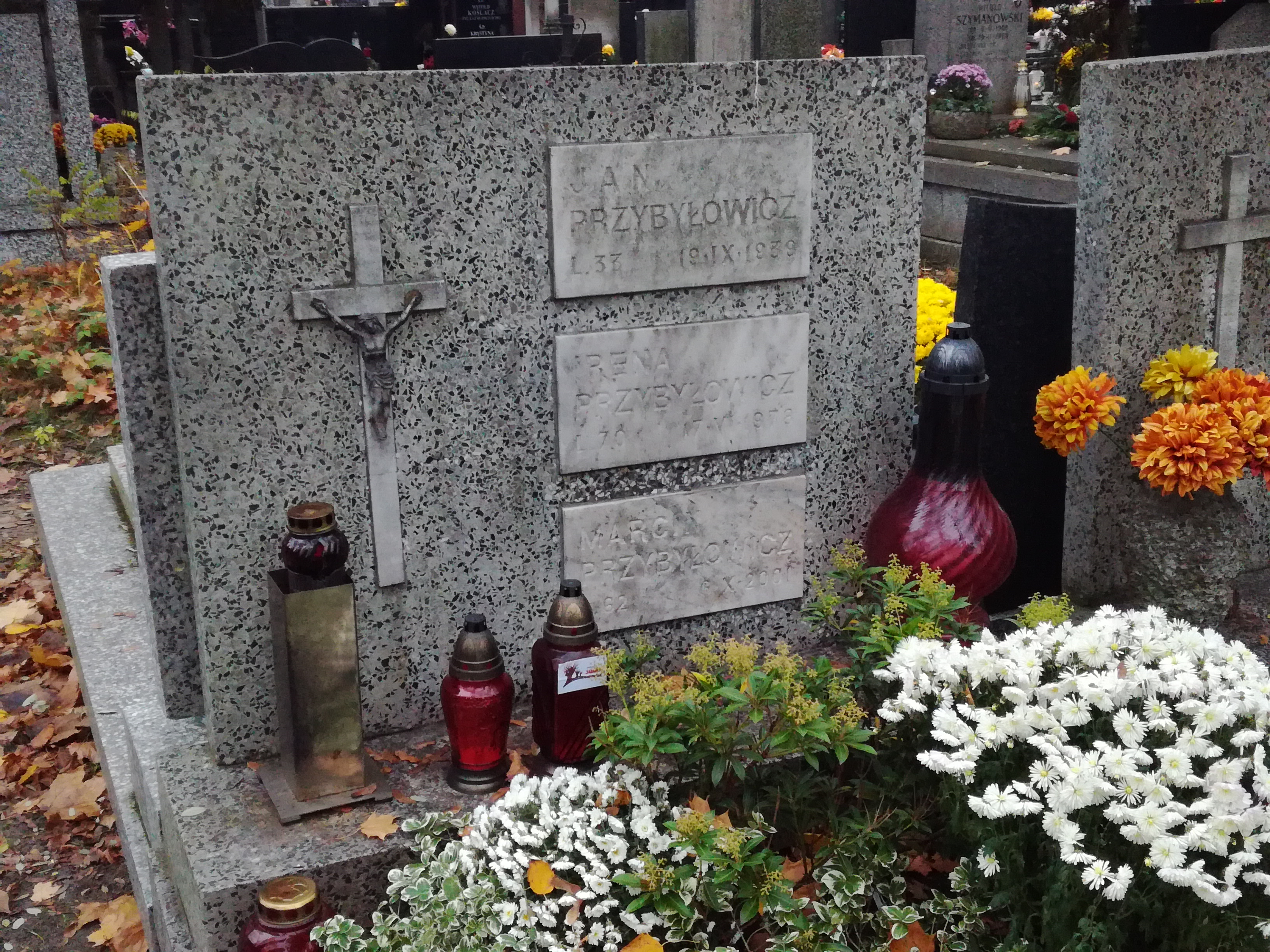
Grób Marcina Przybyłowicza na cmentarzu Bródnowskim

Marcin Przybyłowicz (ur. 21 listopada 1938 w Toruniu, zm. 6 października 2001 w Warszawie) – polski polityk, inżynier, działacz opozycji w okresie PRL, poseł na Sejm I kadencji.

## Życiorys
W 1962 ukończył studia na Wydziale Łączności Politechniki Warszawskiej. W latach 80. działał w opozycji demokratycznej. W stanie wojennym został internowany na okres około pół roku. Później organizował duszpasterstwo internowanych.
W 1990 znalazł się wśród założycieli Porozumienia Centrum, był wiceprezesem tej partii. W 1991 został wybrany na posła na Sejm z listy POC. W trakcie kadencji poparł powołanie rządu Hanny Suchockiej i wspólnie z m.in. Jerzym Eysymonttem odszedł z PC, przystępując do Polskiego Programu Liberalnego. W 1993 bez powodzenia ubiegał się o reelekcję z ramienia Bezpartyjnego Bloku Wspierania Reform. Po rozpadzie BBWR działał w Partii Republikanie, a od 1998 w Stronnictwie Konserwatywno-Ludowym. W 1997 bez powodzenia ubiegał się o mandat posła na Sejm w okręgu podwarszawskim z listy Unii Prawicy Rzeczypospolitej.
Pochowany na cmentarzu Bródnowskim w Warszawie (kwatera 23A/4/1).